# Nosopsyllus iranus
Nosopsyllus iranus är en loppart som beskrevs av Wagner et Argyropulo 1934. Nosopsyllus iranus ingår i släktet Nosopsyllus och familjen fågelloppor.

## Underarter
Arten delas in i följande underarter:
- N. i. iranus
- N. i. attenuatus
- N. i. theodori